# Ianoș Opriș

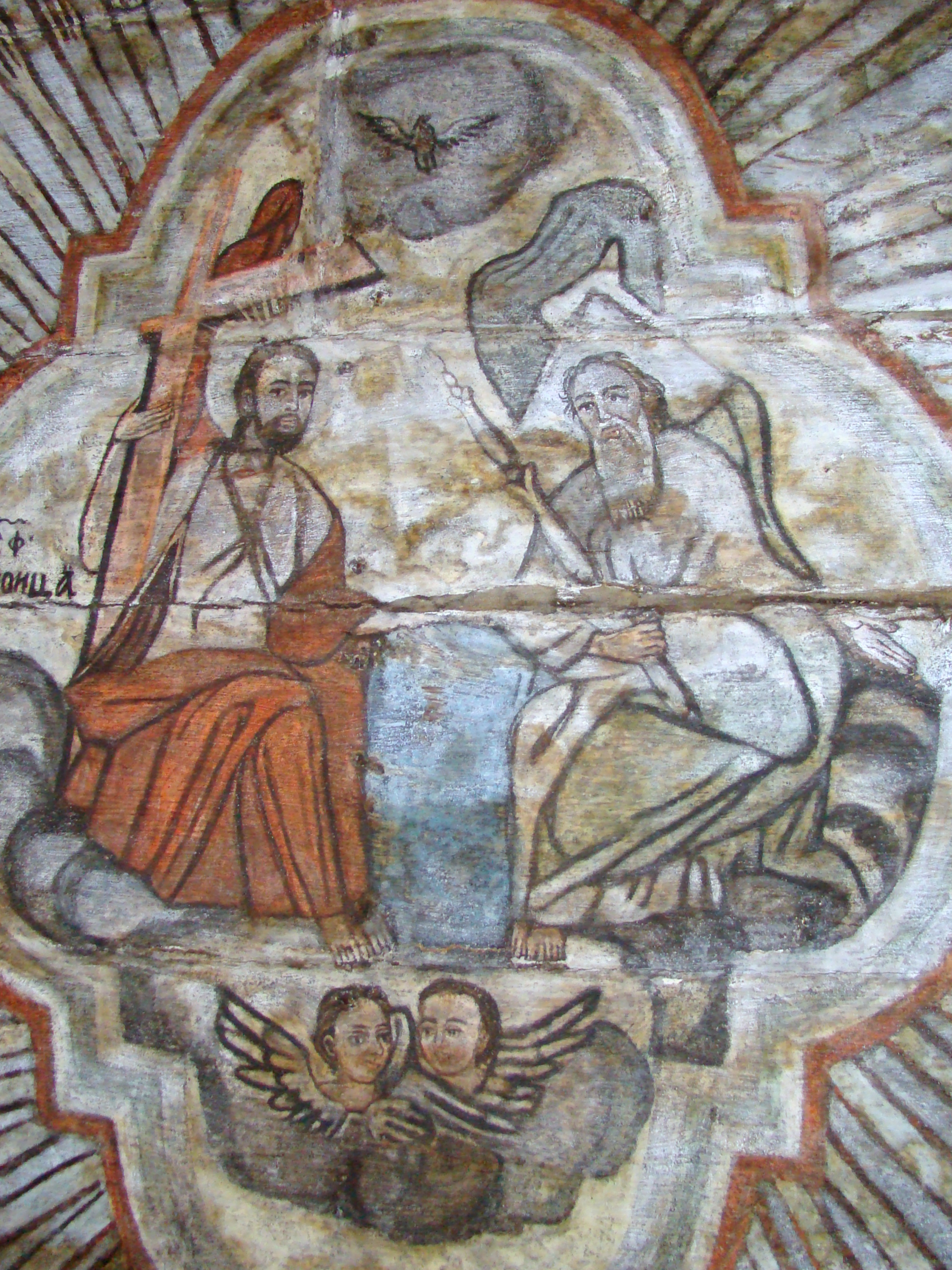
Sfânta Treime reprezentată pe bolta absidei bisericii din Budești Josani: Dumnezeu Tatăl îmbrăcat în alb, ţinând un glob în mână, Isus cu crucea şi porumbelul reprezentând Sfântul Spirit.

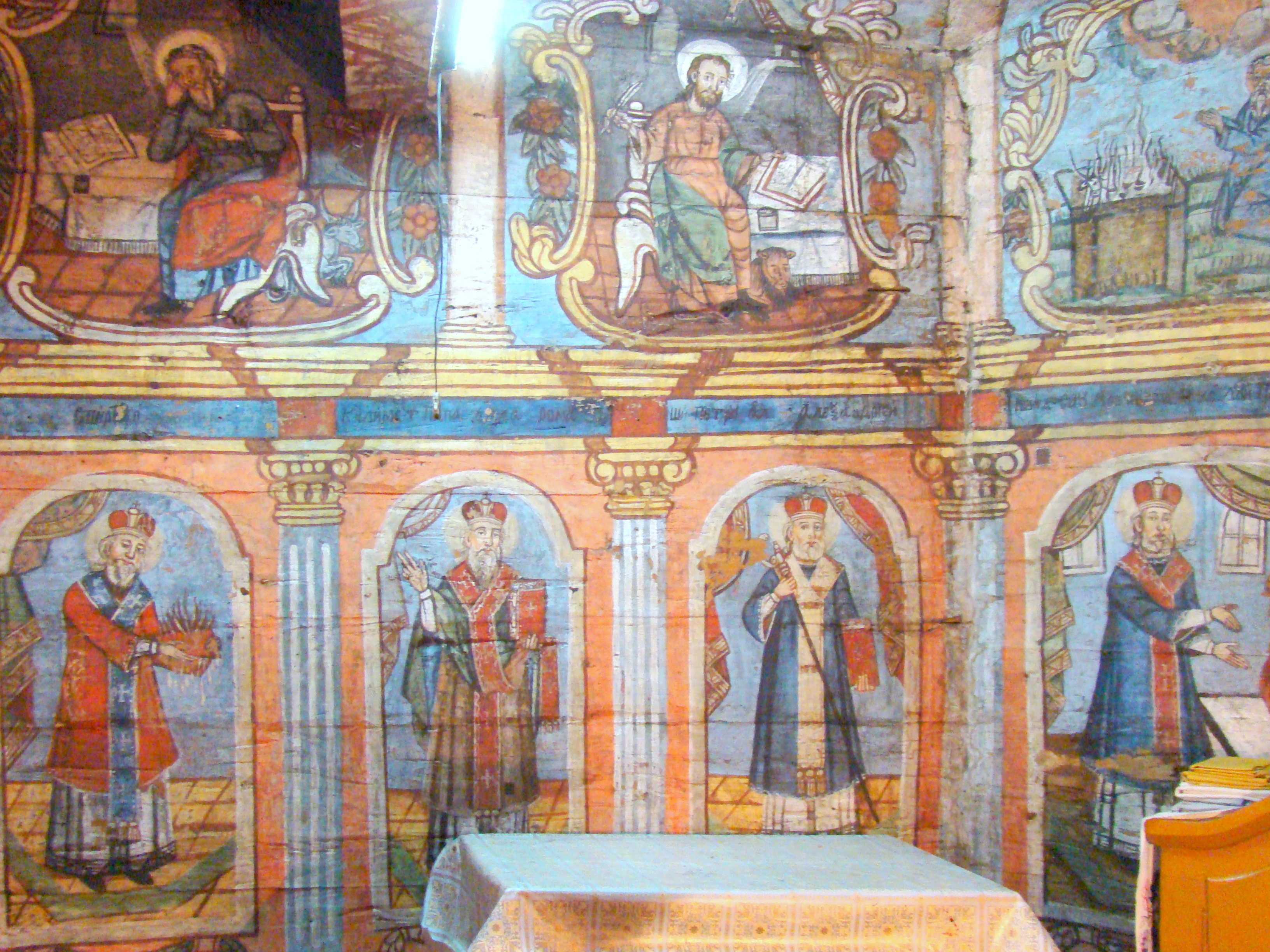
Absida altarului din Budești Josani; pe pereţii laterali pot fi remarcaţi evangheliştii şi jertfa lui Avraam, în registrul inferior sunt reprezentaţi o serie de slujitori ai bisericii: papa Clement, Vasile cel Mare, Ioan Gură de Aur, papa Leon cel Mare.

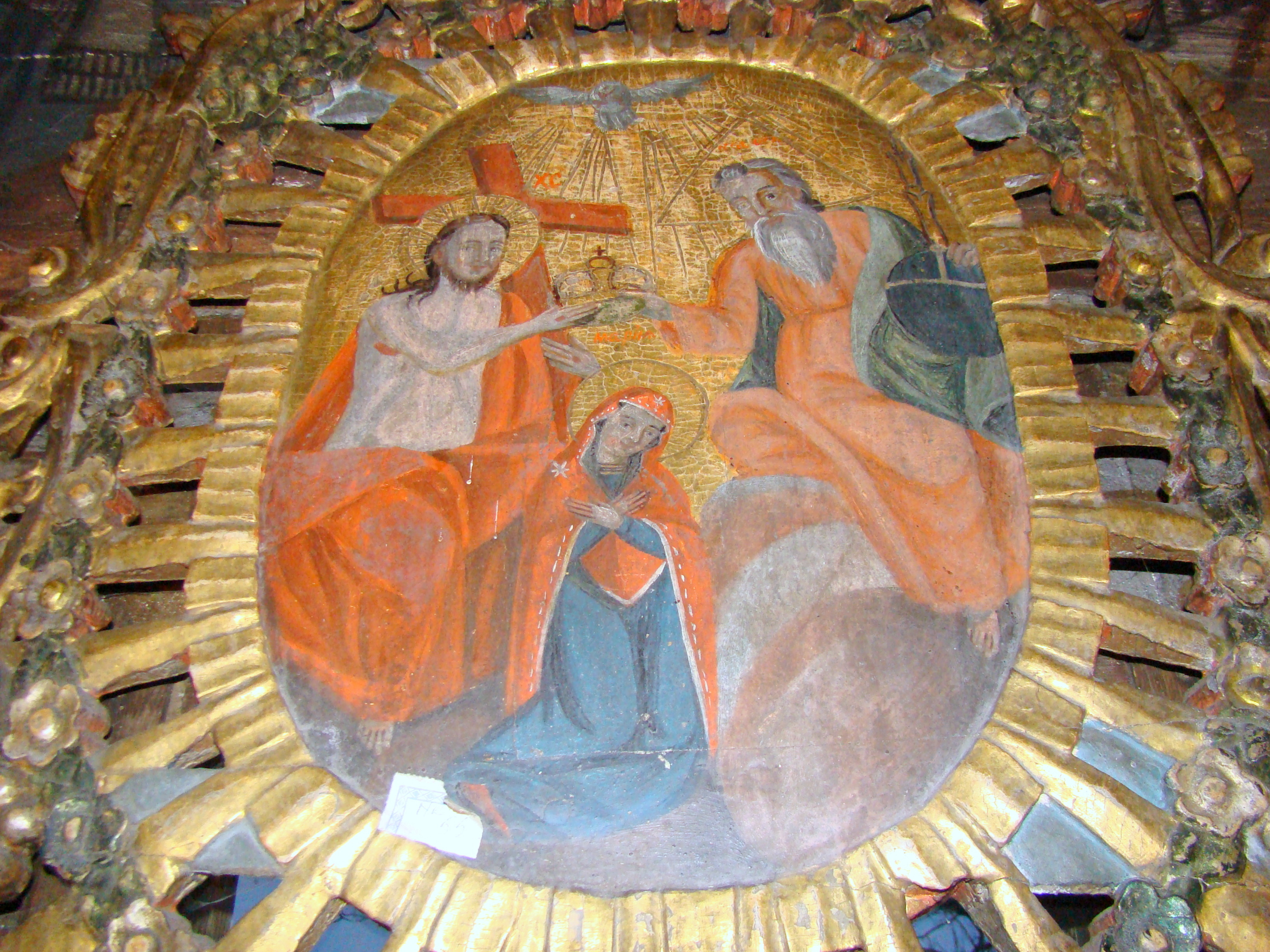
Biserica din Glod, icoana de pe masa altarului: Încoronarea Fecioarei.

Ianoș Opriș a fost un pictor muralist și de icoane care a activat în Maramureșul istoric în prima parte a secolului al XIX-lea. A fost un adept al stilului baroc în pictură.

## Activitatea artistică
Din opera sa s-au mai păstrat doar fragmente. Se autointitula Ianoș Opriș „pictor”; îi pot fi atribuite, cu certitudine, pictura murală a altarelor bisericilor din Budești Josani și Glod, precum și icoanele lor de pristol. La biserica din Budești Josani, în altar, pe boltă, este reprezentată „Sfânta Treime” în redactare occidentală; în registrul superior al pereților sunt înfățișati evangheliștii și scene de jertfă, iar în cel inferior sfinții ierarhi, între arcade. Icoana de pe masa altarului ilustrează o temă ce apare frecvent în iconografia catolică: „Încoronarea Fecioarei”; rama este și ea bogat decorată cu motive de viziune barocă.
La Glod, pictura registrelor superioare ale pereților altarului înfățișează cei patru evangheliști, încadrând scena Răstignirii. Evangheliștii sunt reprezentați în medalioane baroce, compuse din linii sinuoase, ornamentate cu frunze și ramuri înflorite. În interiorul scenelor spațiul este redat în adâncime, cu fugă perspectivală.
„Din fragmentele păstrate putem presupune că opera lui Ianoș Opriș se integra în ansamblul unor căutări mai vaste, caracteristice epocii, în cadrul cărora, se încerca structurarea întregului spațiu interior al bisericii după legi decorative baroce.”—Anca Pop-Bratu, Pictura murală maramureșeană. Meșteri zugravi și interferențe stilistice

## Imagini

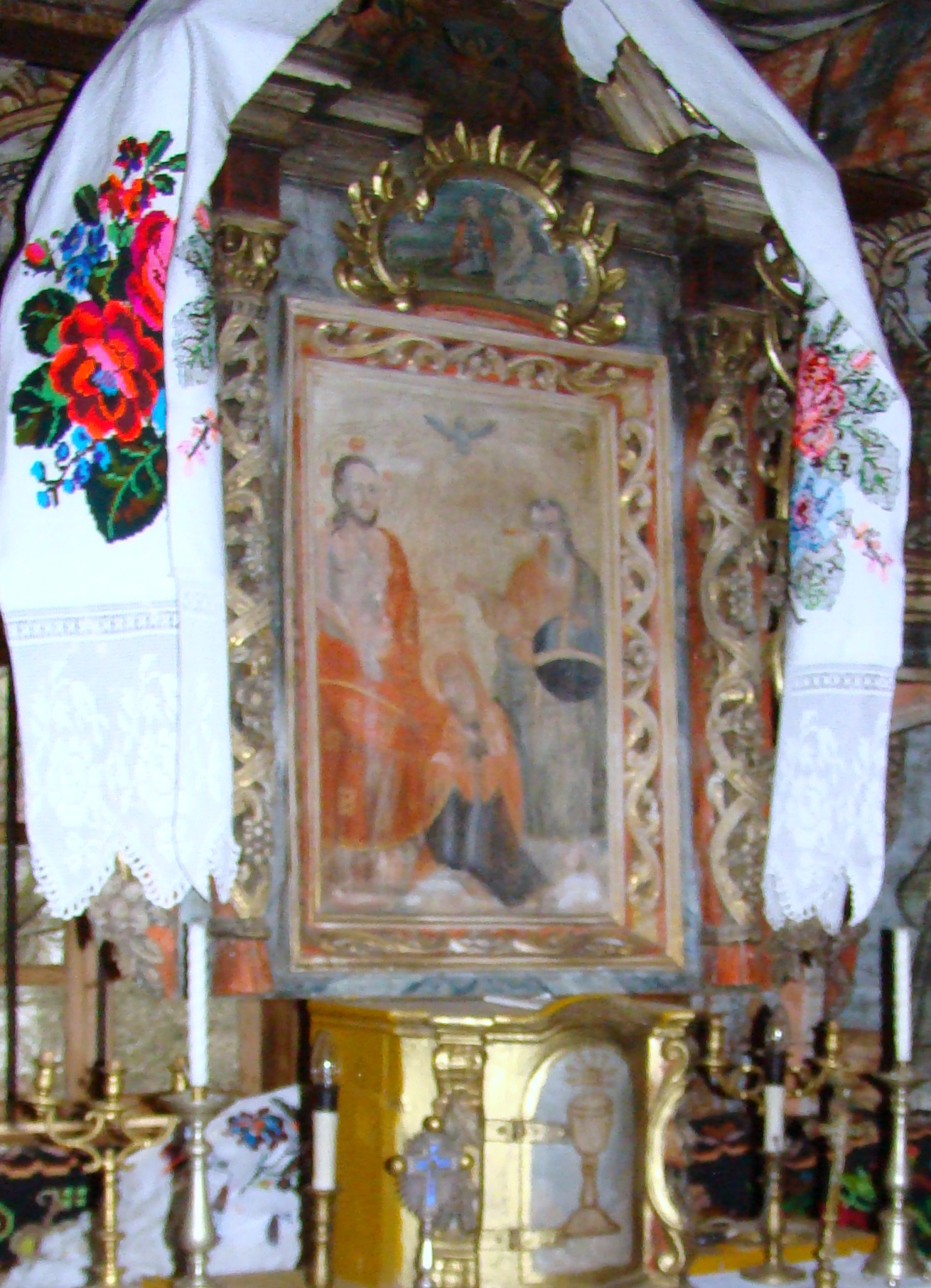
Budești Josani, icoana pristolului: Încoronarea Mariei
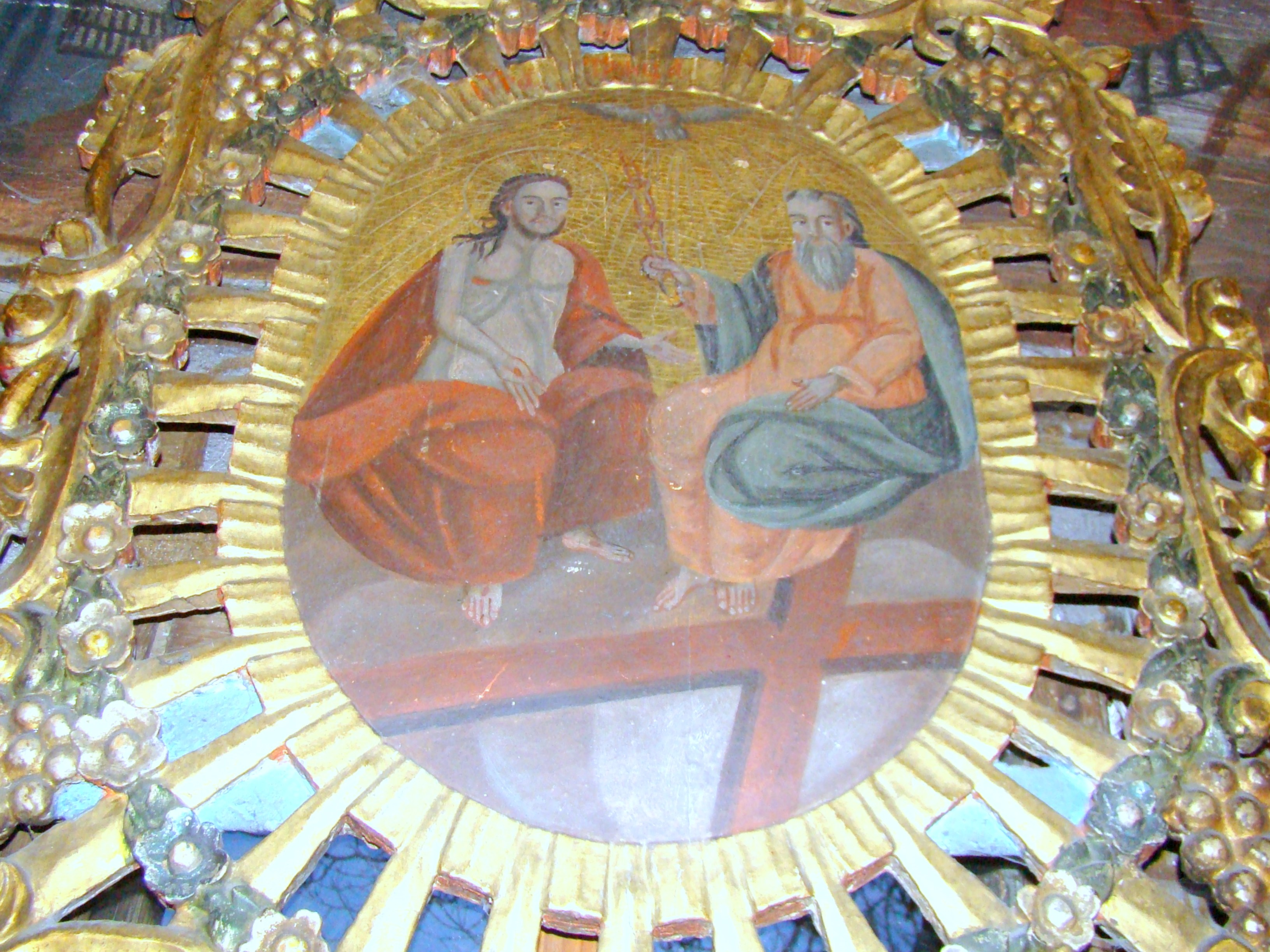
Glod, icoana pristolului: Sfânta Treime
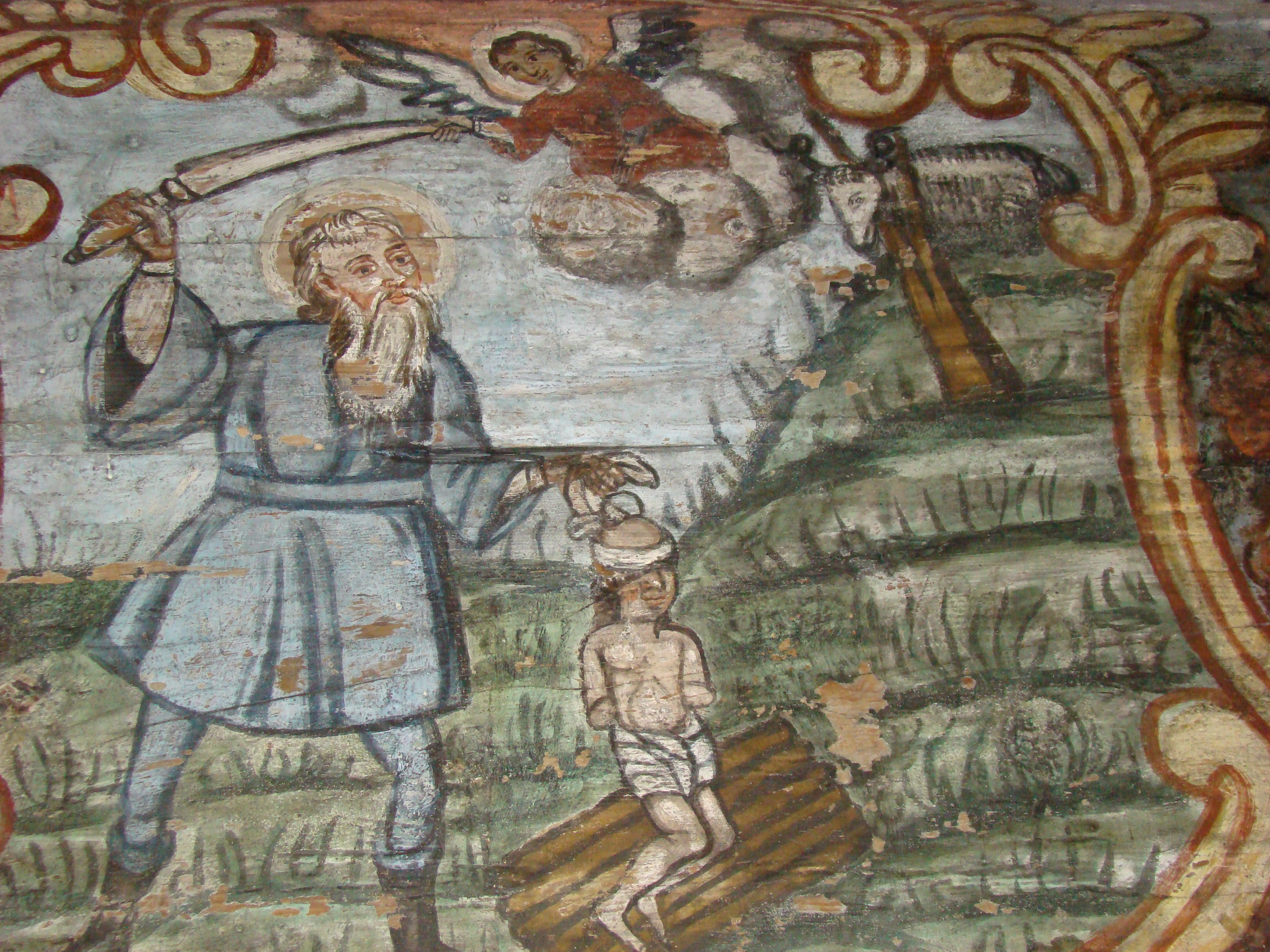
Budești Josani: Jertfa lui Avraam
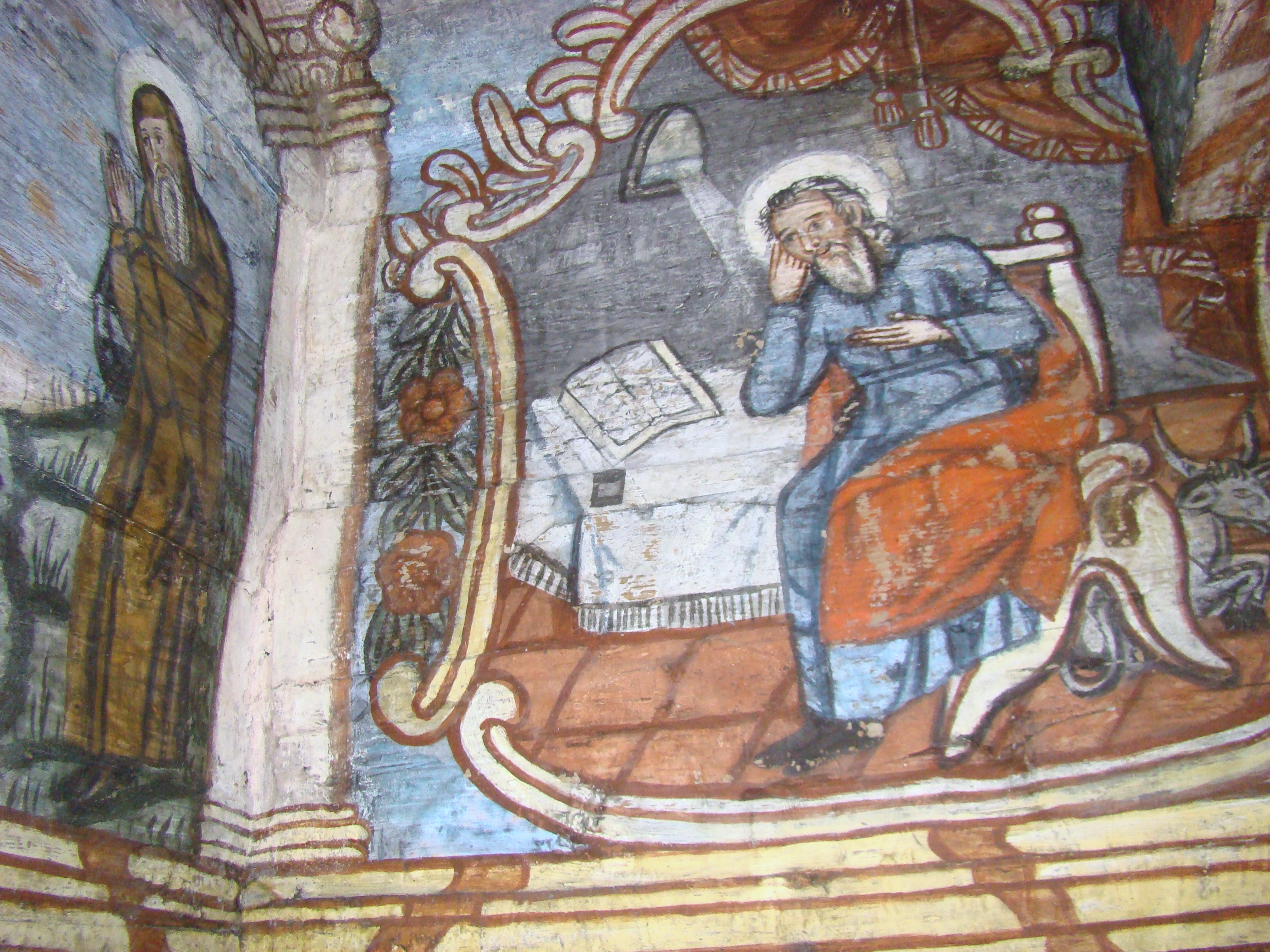
Budești Josani: Evangheliştii
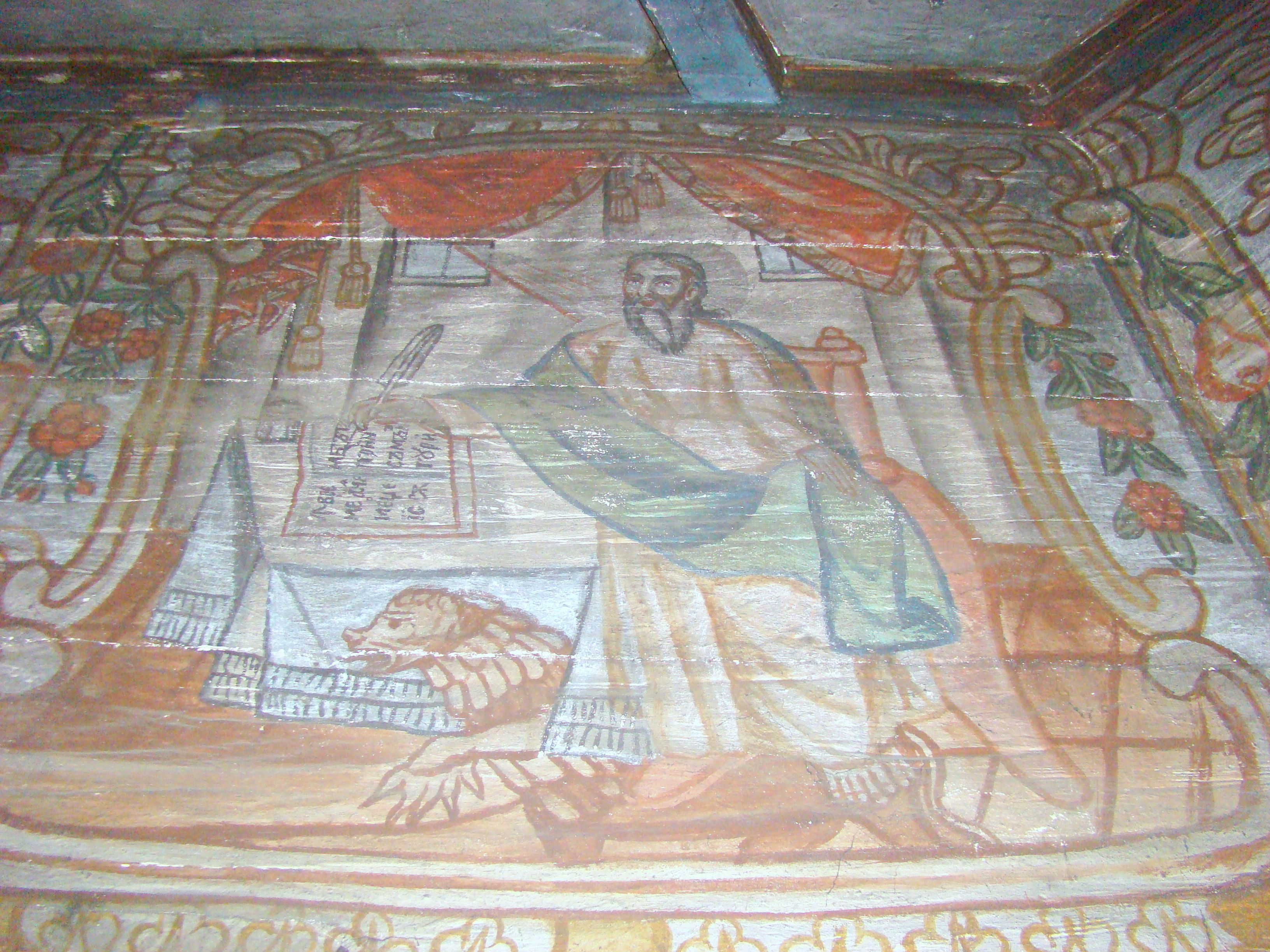
Glod: Evanghelistul Marcu
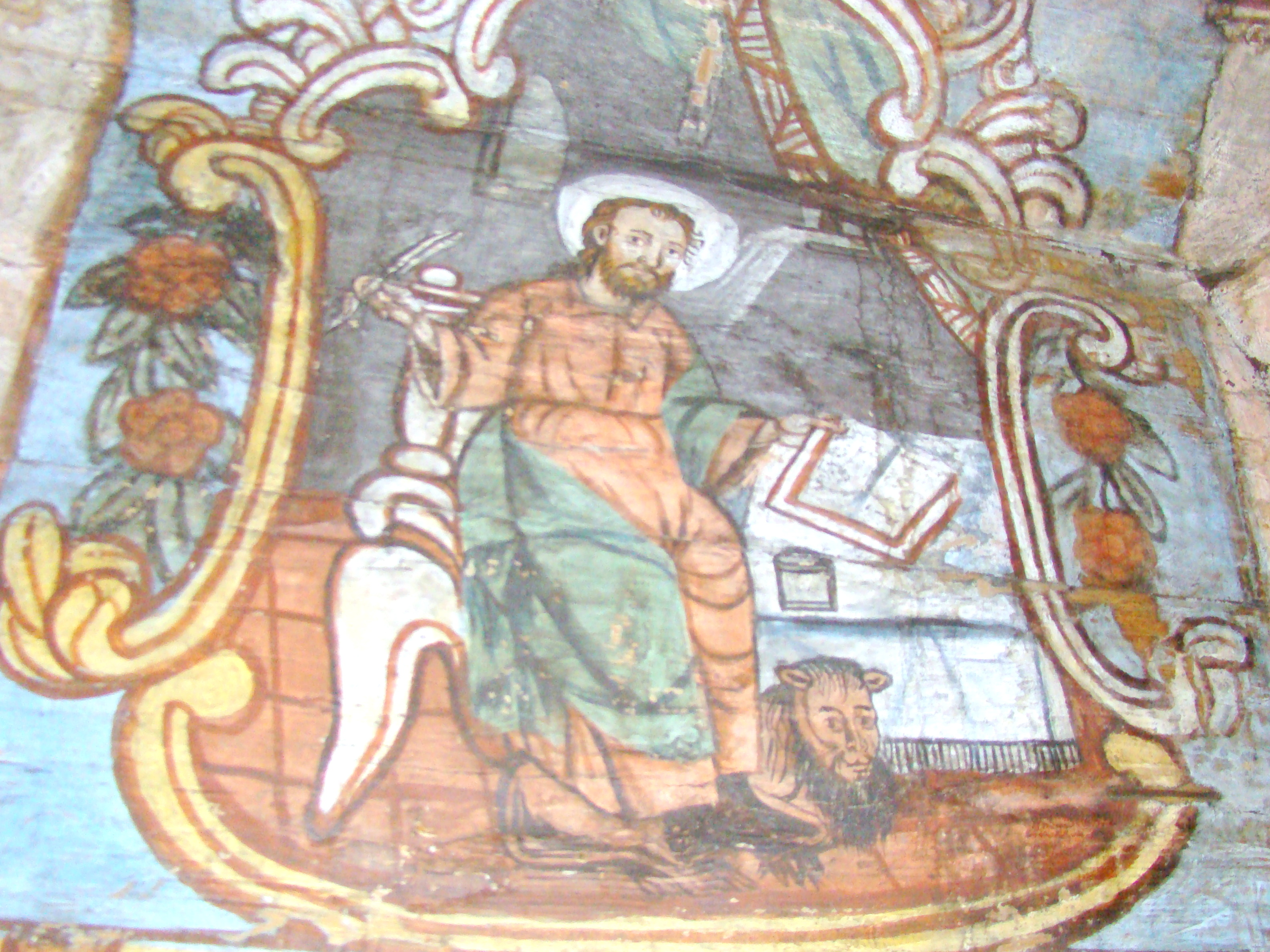
Budești Josani: Evanghelistul Marcu
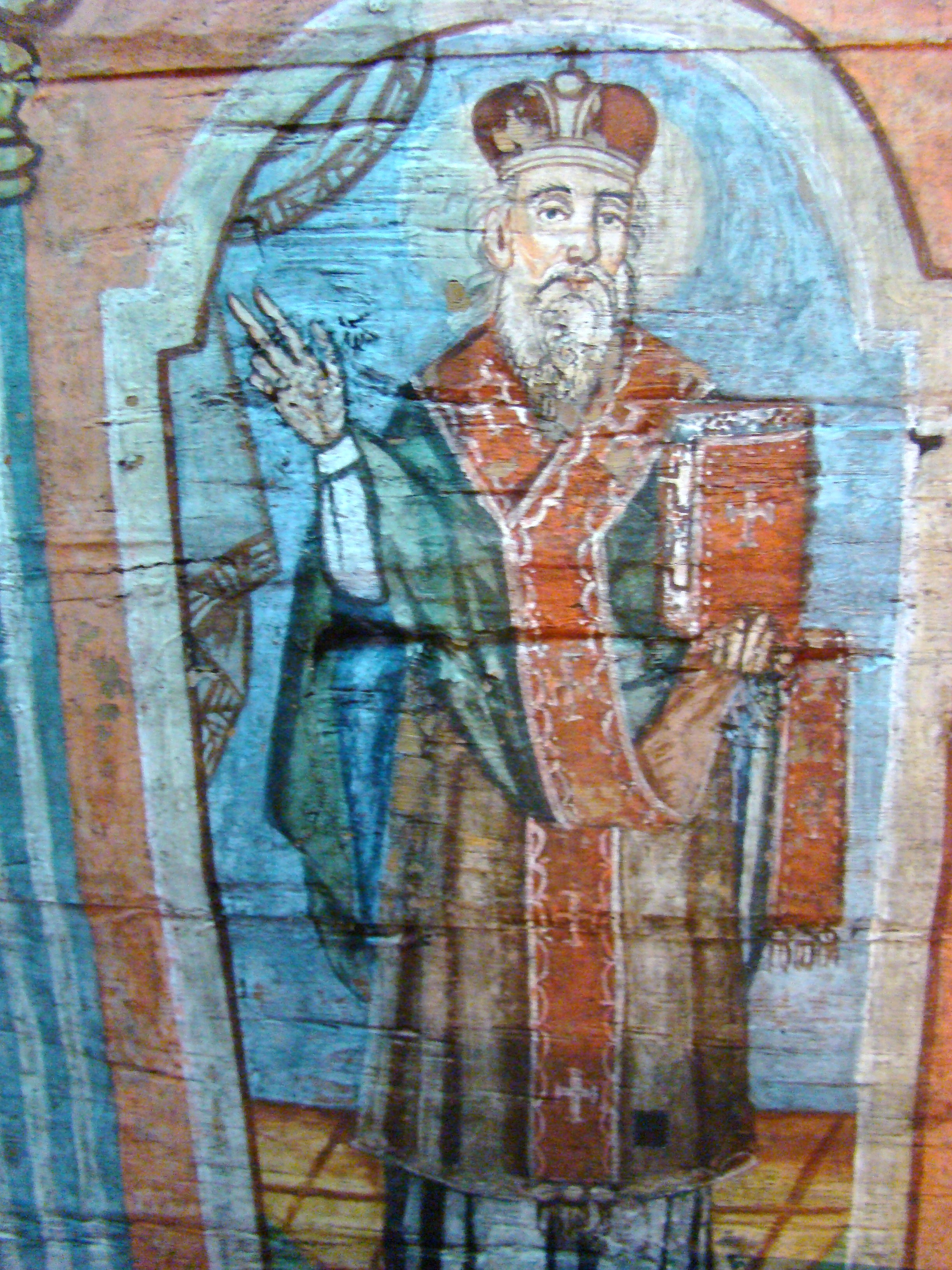
Budești Josani: Sfinţii Ierarhi
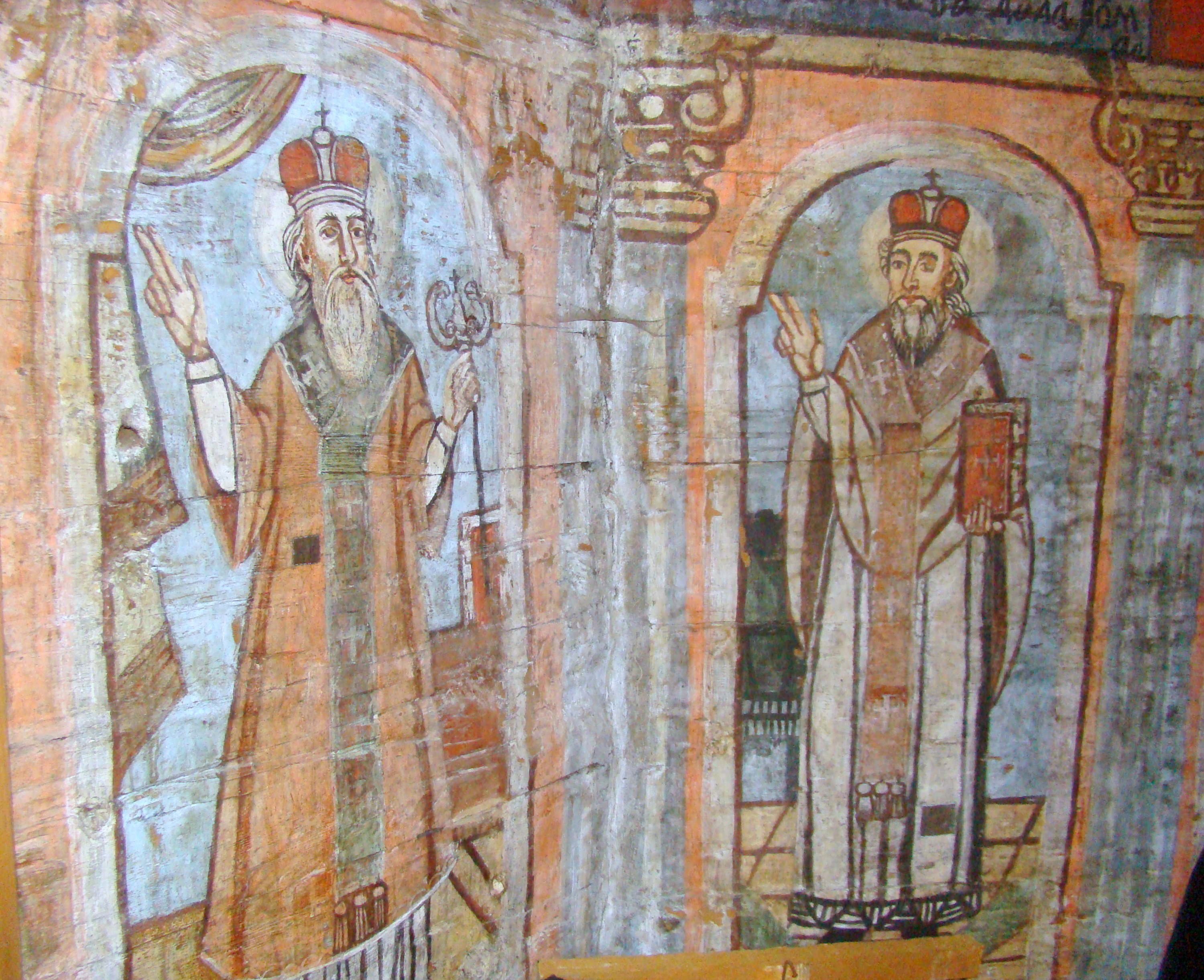
Budești Josani: Sfinţii Ierarhi